# Смит, Престон
Престон Эрнест Смит (англ. Preston Earnest Smith; 8 марта 1912, Уильямсон, Техас — 18 октября 2003, Лаббок, Техас) — американский политик, 40-й губернатор штата Техас, член демократической партии.

## Биография

### Ранние годы
Престон Смит родился в округе Уильямсон в семье фермера и был одним из тринадцати его детей. В 1928 году семья переехала в Ламису, где Смит окончил школу. Позже он получил образование в Техасском технологическом колледже (ныне Техасский технологический университет) и в середине 1940-х годов занялся кинотеатральным бизнесом.

### Политическая карьера
В 1944 году Смит был избран в Палату представителей Техаса, а в 1956 году — в сенат штата, победив действующего сенатора Килмера Корбина, отца актёра Бэрри Корбина. В 1962 году Смит стал вице-губернатором штата.
В 1968 году Смит был избран губернатором Техаса, и занимал эту должность с 1969 по 1973 год. Он сменил популярного демократа Джона Конналли, который позже перешёл в Республиканскую партию. В 1971—1972 годах Смит был втянут в скандал с мошенничеством на бирже, что привело к его политическому краху. В 1972 году он потерпел поражение на праймериз Демократической партии, заняв только четвёртое место.

### Дальнейшая жизнь и попытка вернуться в политику
В 1974 году Смит вместе с банкиром Стэнтоном Леоном Купом (1937—2008), уроженцем Пампы, создал Сберегательную ассоциацию западного Техаса в городе Лаббок.
В 1978 году Смит снова баллотировался на пост губернатора Техаса, но проиграл праймериз бывшему судье Верховного суда штата Джону Хиллу. Ближе к концу своей жизни, Смит работал политическим координатором (англ. political liaison officer) Техасского технологического университета. В 2004 году в его честь был переименован международный аэропорт в Лаббоке.